# Tunchiornis ochraceiceps
Tunchiornis ochraceiceps là một loài chim trong họ Vireonidae. Chúng được tìm thấy ở Belize, Bolivia, Brazil, Colombia, Costa Rica, Ecuador, French Guiana, Guatemala, Guyana, Honduras, Mexico, Nicaragua, Panama, Peru, Suriname, và Venezuela.